# Cassinetta di Lugagnano
Cassinetta di Lugagnano là một đô thị ở tỉnh Milano, vùng Lombardia của Italia, khoảng20 km west of Milano. Đến thời điểm ngày 31 tháng 12 năm 2004, đô thị này có dân số 1.677 người và diện tích 3.3 km².
Cassinetta di Lugagnano giáp các đô thị: Corbetta, Robecco sul Naviglio, Albairate, and Abbiategrasso.